# Operazione Backfire

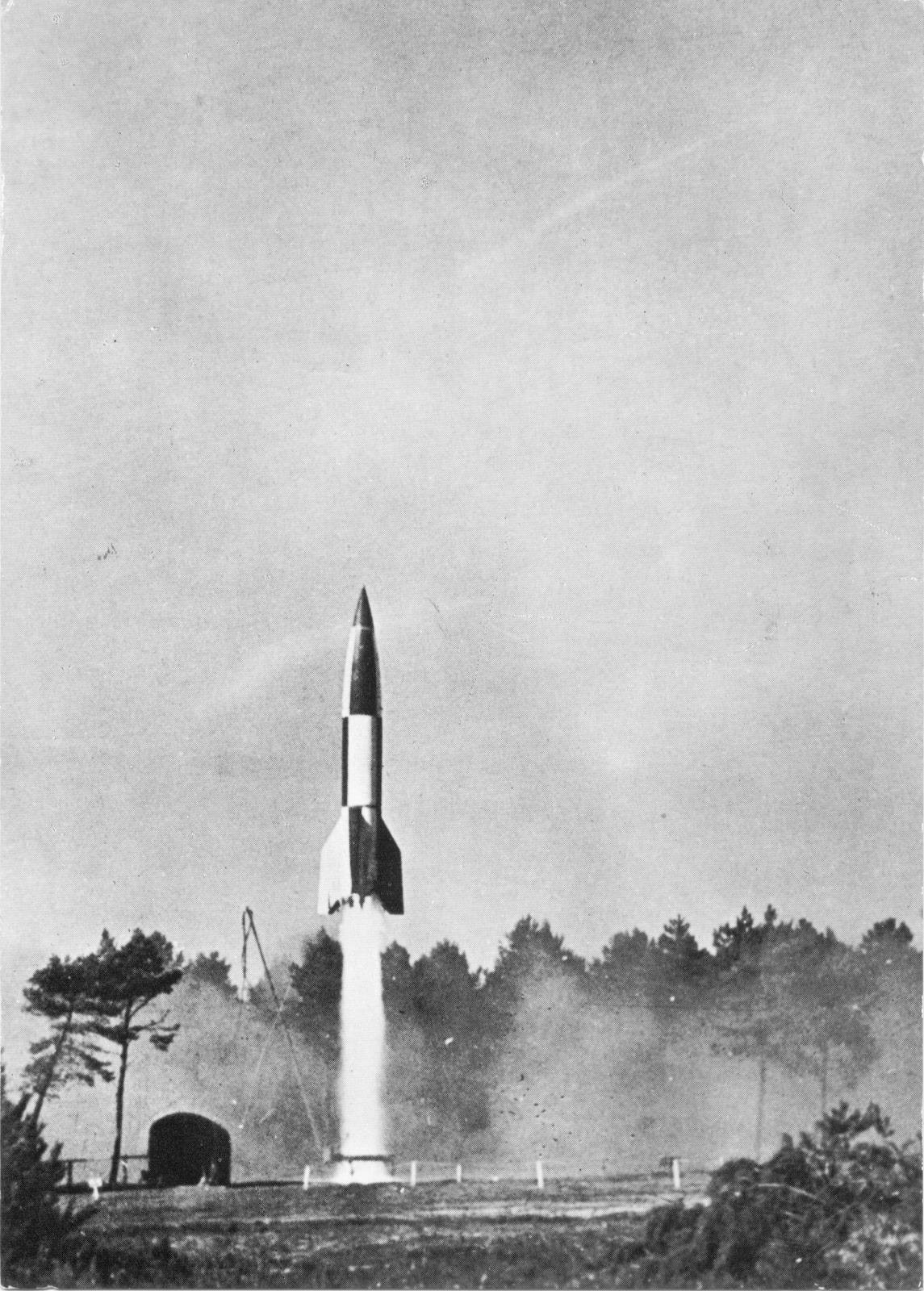
Un missile V2 sparato dai britannici durante l'operazione Backfire, 1945

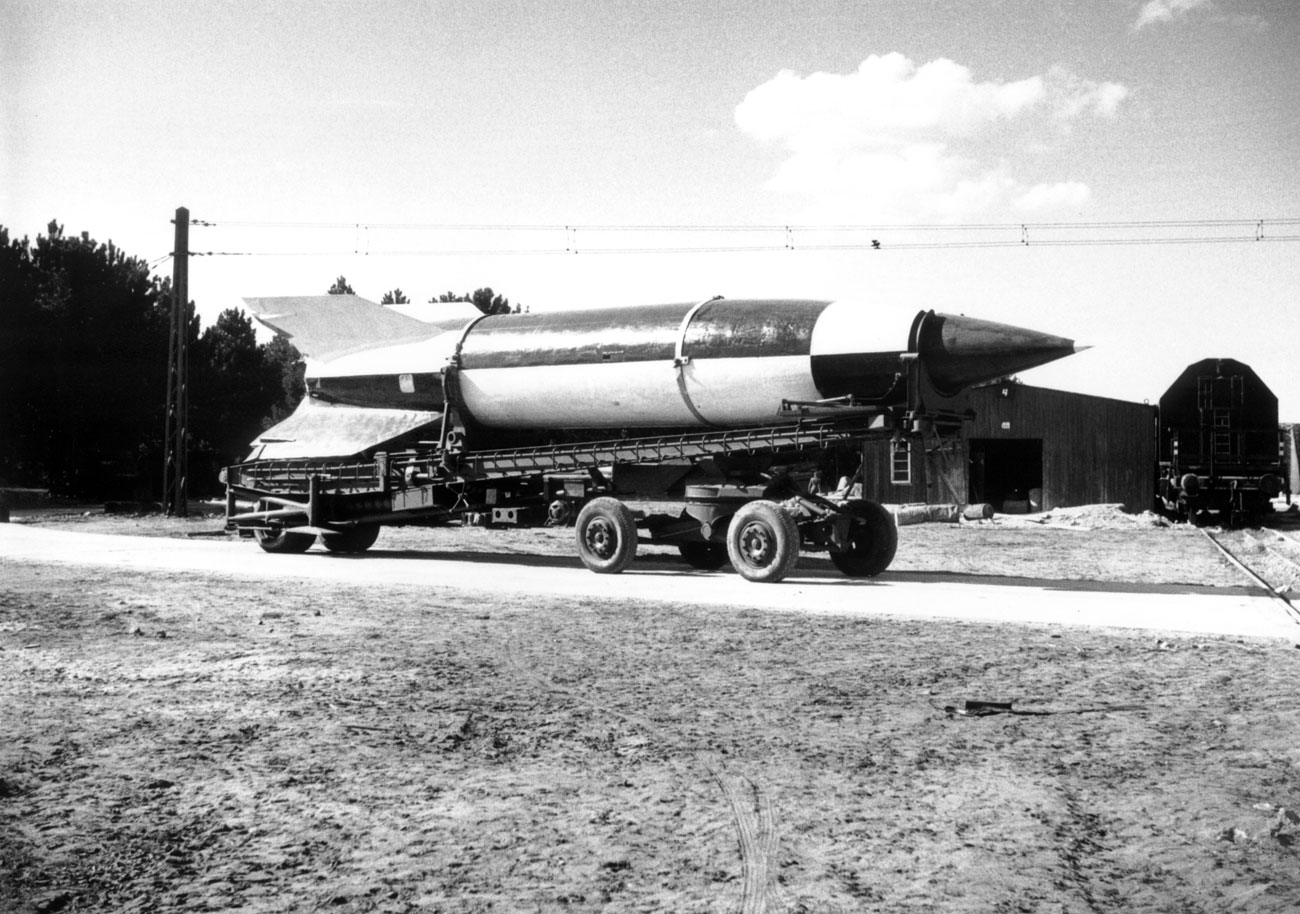
Un missile A4 dell'operazione Backfire nei pressi di Cuxhaven (1945)

L'operazione Backfire fu un'operazione scientifica militare, durante e dopo la seconda guerra mondiale, che fu eseguita principalmente da personale britannico. Faceva parte della corsa degli Alleati per acquisire la tecnologia tedesca: le Wunderwaffen. Con il consenso del generale americano Dwight D. Eisenhower, l'operazione fu orchestrata dal maggiore Robert Staver dalla sezione missilistica del ramo Ricerca e Sviluppo il quale fu incaricato di dirigere tali attività volte a trovare e interrogare gli specialisti missilistici tedeschi che avevano costruito il V2. A partire dal 30 aprile si recò nella zona di Nordhausen alla ricerca dei tecnici impiegati nei laboratori più piccoli coinvolti nella costruzione dei missili V2. Anche il comandante Joan Bernard degli Auxiliary Territorial Service (ATS)  prese parte a questa operazione.

## Descrizione
Nell'ottobre del 1945 furono lanciati tre o forse quattro razzi V2 dalla piattaforma di lancio (53°50′50″N 8°35′32″E) a nord-est di Arensch vicino a Cuxhaven, in Germania, al fine di mostrare il funzionamento dell'arma al personale alleato.
Gli americani avevano già portato via la maggior parte della tecnologia dei razzi V2 dalla fabbrica sotterranea tedesca di Mittelwerk nel campo di concentramento di Dora-Mittelbau nei pressi di Nordhausen. Prima dell'arrivo dei sovietici, gli inglesi ebbero la possibilità di raccogliere ancora del matériel. Con i componenti recuperati furono in grado di assemblare otto razzi V2. Alcune parti erano ancora mancanti e vi fu una ricerca in tutta la Germania. Furono necessari circa 400 vagoni ferroviari e 70 voli effettuati mediante Avro 683 Lancaster per portare i circa duecentocinquantamila componenti e i 60 veicoli speciali a Cuxhaven, le parti più difficili da trovare erano le batterie per far funzionare i giroscopi di guida. Gli Stati Uniti fornirono alcune code del missile recuperandole da quelli che loro avevano già preso. Molti dei razzi e il combustibile (perossido di idrogeno) utilizzato nell'operazione fu fornito da T-Force, una unità segreta dell'esercito britannico che aveva avuto il compito di cercare la tecnologia militare tedesca e gli scienziati tedeschi, nella primavera e nell'estate del 1945.
Le procedure di gestione e di lancio erano sconosciute agli inglesi, così al personale tedesco fu ordinato di eseguirle, cosa che per la maggior parte fecero volentieri. I lanci furono filmati e dal momento che il personale tedesco indossava le uniformi originali e i razzi avevano ancora la loro livrea originale, i filmati (spesso utilizzati per i documentari) furono scambiati per filmati di lanci tedeschi durante la guerra.
Durante e dopo il lancio, i britannici tentarono di assumere personale tedesco, anche quelli trasferiti in custodia degli Stati Uniti e che dovevano essere rimpatriati, per assisterli nel programma missilistico.
Gli aspetti tecnici dell'operazione furono dettagliati in un rapporto di cinque volumi.

## Lanci
| Data            | Ora   | Quota max | Distanza max | Note                                                  |
| --------------- | ----- | --------- | ------------ | ----------------------------------------------------- |
| 2 ottobre 1945  | 14:41 | 69,4 km   | 249,4 km     |                                                       |
| 4 ottobre 1945  | 14:16 | 17,4 km   | 24 km        | Il motore si guastò poco dopo il lancio               |
| 15 ottobre 1945 | 15:06 | 64 km     | 233 km       | In altre versioni il lancio fu eseguito il 14 ottobre |

Secondo la relazione sulla operazione Backfire, ci furono tre lanci a Cuxhaven. Backfire Rocket One fu preparato per il lancio il 1º ottobre, ma non funzionò. Backfire Rocket Two fu preparato per il lancio, il 2 ottobre e fu lanciato senza difficoltà. Il secondo lancio da Cuxhaven ebbe luogo il 4 ottobre con il Backfire Rocket One. Il terzo e ultimo razzo fu lanciato per i rappresentanti della stampa e gli Alleati il 15 ottobre con il nome di operazione Clitterhouse. Secondo un'altra versione, era previsto un quarto lancio, il 17 ottobre 1945 il quale raggiunse una quota di circa 80 chilometri.